# HMAS Waterhen (D22)
Pour les autres navires du même nom, voir HMAS Waterhen.
Le HMAS Waterhen (pennant number : D22/I22), était un destroyer de classe W qui a servi dans la Royal Navy sous le nom de HMS Waterhen (G28/D22) puis dans la Royal Australian Navy (RAN). Construit pendant la Première Guerre mondiale, le destroyer a été achevé au milieu de l’année 1918 et mis en service dans la Royal Navy. En 1933, le HMS Waterhen et quatre autres navires britanniques sont transférés à la RAN. Le début de la carrière du navire dans la RAN s’est déroulé sans incident, avec des périodes passées hors service en réserve, mais il a été réactivé en septembre 1939 et déployé en mer Méditerranée dans le cadre de la force de destroyers australienne, surnommée la « Flottille de ferraille » (Scrap Iron Flotilla). Pendant son séjour en Méditerranée, le HMAS Waterhen a été impliqué dans des tâches d’escorte et de patrouille, a effectué des bombardements à terre et a participé aux évacuations alliées de Grèce et de Crète. Le 29 juin 1941, alors qu’il opérait avec le Tobruk Ferry Service, le HMAS Waterhen a été lourdement endommagé par des avions de l’Axe. Les tentatives de remorquage du navire jusqu’au port ont été infructueuses, et il a coulé le 30 juin 1941, devenant le premier navire de la RAN perdu au combat pendant la Seconde Guerre mondiale.

## Conception
Le HMS Waterhen était un destroyer de classe W, construit pour la Royal Navy pendant la Première Guerre mondiale. Le navire avait un déplacement de 1 100 tonnes à charge standard. Il avait une longueur hors-tout de 95,13 m et une longueur totale de 91 m entre perpendiculaires, avec un maître-bau de 9 m et un tirant d'eau maximal de 4,24 m. Sa propulsion consistait en trois chaudières Yarrow Shipbuilders, alimentant deux turbines Brown-Curtis, qui fournissaient 27 000 ch (20 000 kW) aux deux arbres d'hélice. La vitesse maximale prévue était de 34 nœuds (63 km/h). Le Waterhen avait une autonomie de 3 560 milles marins (6 590 km) à 12 nœuds (22 km/h). L’équipage du navire se composait de 6 officiers et 113 marins.
Lors de son lancement, l’armement principal du HMS Waterhen se composait de quatre canons de marine de 4 pouces QF Mk V. Ils étaient complétés par un canon de marine de 2 livres QF à quatre tubes et cinq mitrailleuses de .303 British de différents types. Le destroyer était également équipé de deux affûts de 3 tubes lance-torpilles de 21 pouces (533 mm), de deux rampes de largage de grenades anti-sous-marines et de quatre lanceurs de grenades anti-sous-marines. Les modifications ultérieures apportées à son armement comprenaient l’installation d’un deuxième canon de 2 livres et le remplacement des affûts triples de tubes lance-torpilles par deux affûts quadruples.

## Engagements
La quille du HMS Waterhen a été posée par Palmers Shipbuilding and Iron Company à leur chantier naval de Hebburn-on-Tyne le 3 juillet 1917. Il a été lancé le 26 mars 1918. Le destroyer a été achevé le 17 juillet 1918 et a été mis en service dans la Royal Navy.

### Transfert vers la Royal Australian Navy
En 1933, l’Amirauté britannique décida de remplacer cinq destroyers de classe S prêtés à la Royal Australian Navy par cinq destroyers plus performants mais légèrement plus anciens. Le HMS Waterhen était l’un des cinq navires sélectionnés, et il a été mis en service dans la RAN à Portsmouth le 11 octobre 1933. Les cinq navires sont arrivés en Australie le 21 décembre 1933. Le HMAS Waterhen a été mis en réserve le 9 octobre 1934, mais remis en service le 14 avril 1936. Il est de nouveau désarmé le 1er juin 1938 et remis en service entre le 29 septembre et le 10 novembre 1938.

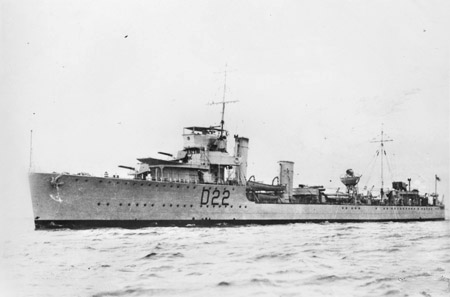
Le HMAS Waterhen en route

### Seconde Guerre mondiale
Alors que la guerre en Europe se profilait, le HMAS Waterhen fut remis en service le 1er septembre 1939. Le 14 novembre, le HMAS Waterhen appareille pour Singapour, puis après avoir rejoint le reste de la flottille de destroyers australienne (appelée « Scrap Iron Flotilla » par les propagandistes allemands), il se dirige vers la Méditerranée. En route, le HMAS Waterhen se détache pour participer à la chasse infructueuse du navire de guerre allemand Admiral Graf Spee. Au début de son déploiement en Méditerranée, le HMAS Waterhen a été impliqué dans l’escorte de convois et les patrouilles anti-sous-marines, mais celles-ci se sont déroulées la plupart du temps sans incident jusqu’à ce que l’Italie entre en guerre en août 1940.
Le 17 août, le destroyer a effectué des bombardements côtiers sur le littoral de la Libye. Le 21 août, il a fait de même à Bardia. En octobre, le HMAS Waterhen escorte des navires de ravitaillement jusqu’en Crète, où une base avancée est en cours de constitution pour aider au renforcement allié de la Grèce. Le 25 décembre, le navire capture le voilier italien Tireremo Diritto. Le 30 décembre, le HMAS Waterhen a involontairement percuté et coulé le chalutier anti-sous-marins HMS Bandalero, et a été forcé de rentrer au port pour des réparations. En avril, le HMAS Waterhen s’est impliqué dans les évacuations alliées de Grèce et de Crète. Après cela, il a été affecté au Tobruk Ferry Service, le ravitaillement des forces alliées assiégées à Tobrouk.

### Perte
Le 29 juin, le HMAS Waterhen et le HMS Defender se dirigent vers Tobrouk lorsqu’ils sont attaqués au large de Sollum par 19 bombardiers en piqué Junkers Ju 87 de l’Axe (douze allemands et sept italiens). L’attaque a lourdement endommagé le destroyer australien, toutefois la seule victime a été blessée par la projection d’une boîte de conserve de corned-beef. Le HMAS Waterhen a été touché à l’arrière par une seule bombe de 500 kg larguée par le Ju 87 piloté par le futur maréchal Ennio Tarantola (239e escadrille de bombardiers en piqué, Regia Aeronautica), ce qui a provoqué l’inondation immédiate de la salle des machines et des chaudières,. Le HMS Defender prit le HMAS Waterhen en remorque, mais le 30 juin 1941 à 13 h 50, le destroyer chavira et coula. Il fut le premier navire de la Royal Australian Navy à être perdu du fait de l’ennemi pendant la Seconde Guerre mondiale
Le navire a remporté trois honneurs de bataille pour son service en temps de guerre : « Libye 1941 », « Grèce 1941 » et « Crète 1941 »,.